# Rugby Rovigo 2007-2008

## Super 10 2007-08

### Stagione regolare
| Incontro                 | Andata | Ritorno |
| ------------------------ | ------ | ------- |
| Parma — Rovigo           | 34-7   | 15-10   |
| Rovigo — Benetton        | 24-23  | 10-27   |
| Rovigo — GRAN Parma      | 16-3   | 24-31   |
| Rovigo — Petrarca        | 26-22  | 13-26   |
| Viadana — Rovigo         | 23-19  | 14-25   |
| Capitolina — Rovigo      | 8-12   | 6-23    |
| Amatori Catania — Rovigo | 21-20  | 21-25   |
| Veneziamestre — Rovigo   | 16-27  | 13-42   |
| Rovigo — Calvisano       | 6-24   | 9-8     |

#### Risultati della stagione regolare
| Posizione | G  | V  | N | P | PF  | PS  | DP | B | Pt |
| --------- | -- | -- | - | - | --- | --- | -- | - | -- |
| 5ª        | 18 | 10 | 0 | 8 | 338 | 336 | +2 | 5 | 45 |

## Coppa Italia 2007-08

### Prima fase
| Incontro               | Risultato |
| ---------------------- | --------- |
| Rovigo — Benetton      | 0-31      |
| GRAN Parma — Rovigo    | 23-10     |
| Rovigo — Petrarca      | 12-45     |
| Veneziamestre — Rovigo | 34-17     |

#### Risultati della prima fase
| Posizione | G | V | N | P | PF | PS  | DP  | B | Pt |
| --------- | - | - | - | - | -- | --- | --- | - | -- |
| 5ª        | 4 | 0 | 0 | 4 | 39 | 133 | -94 | 0 | 0  |

## Verdetti
- Rovigo qualificato alla European Challenge Cup 2008-09.